# Pietro Gamba (militär)

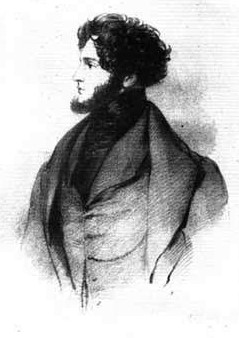
Pietro Gamba (militär)

Pietro Gamba, greve di Gamba, född 1801 i Ravenna, död 1825 i Méthana, var en italiensk filhellen, bror till den genom sin förbindelse med Lord Byron beryktade grevinnan Teresa Guiccioli.
Gamba följde Byron till Grekland och vårdade honom under hans sista stunder, kämpade därefter under Charles Nicolas Fabvier, men dukade under i Dara redan på senhösten 1825, till följd av strapatserna i gerillakriget mot Osmanska riket. Han utgav A narrative of lord Byron's last journey to Greece (1825).